# Miss France 1938
Miss France 1938 est la 14e élection de Miss France. Annie Garrigues, Miss Pyrénées-Orientales 1937 remporte le titre et succède à Jacqueline Janet, Miss France 1937.

## Déroulement
L'élection se déroule le 12 juillet 1938,. On compte 80 candidates.
La gagnante, Annie Garrigues, déclare après sa victoire : « Je ne veux pas faire de cinéma ni de théâtre ! »,.

## Jury
- Maurice de Waleffe (créateur du concours), président du jury
- Abel Gance, réalisateur
- Jean-Gabriel Domergue, peintre
- Federico Beltrán Masses, peintre
- G.-L. Manuel, photographe[2],[3]

## Classement final
| Résultat final   | Candidate          | Région                   |
| ---------------- | ------------------ | ------------------------ |
| Miss France 1938 | Annie Garrigues    | Miss Pyrénées-Orientales |
| 1re dauphine     | Marie Cornet       | Miss Nord-Pas-de-Calais  |
| 2e dauphine      | Veinahiri Hinéris  | Miss Tahiti              |
| 3e dauphine      |                    | Miss Alsace              |
| 4e dauphine      | Frederique Anglois | Miss Jura                |